# 仙台生出郵便局
仙台生出郵便局（せんだいおいでゆうびんきょく）は、宮城県仙台市太白区茂庭にある郵便局。民営化前の分類では無集配特定郵便局であった。

## 概要
住所：〒982-0251 宮城県仙台市太白区茂庭字町北40番地1
なお、当局の名称である「生出」は、当地に所在した自治体であった旧生出村に由来するものである。

## 沿革
- 1899年（明治32年）1月1日 - 貯金取扱を開始[1]。
- 1920年（大正9年）11月1日 - 茂庭郵便局から生出郵便局に改称[2]。
- 1937年（昭和12年）6月11日 - 電信および電話通話事務を開始[3]。
- 1938年（昭和13年）
  - 6月1日 - 電話規則による電話事務を開始[4]。
  - 11月26日 - 電話交換業務を開始[5]。
- 1971年（昭和46年）3月12日 - 電話交換業務を仙台電話局に移管[6]。
- 1984年（昭和59年）4月20日 - 風景入通信日付印の使用を開始。
- 1989年（平成元年）8月1日 - 仙台生出郵便局に改称。
- 1995年（平成7年）4月3日 - 秋保郵便局から集配業務を移管。
- 2002年（平成14年）10月7日 - 郵便の集配業務を新仙台郵便局に、貯金・保険の外務を仙台南郵便局にそれぞれ移管。これに伴い、郵便番号が〒982-0299から〒982-0251に変更。
- 2007年（平成19年）10月1日 - 民営化。
- 2012年（平成24年）10月1日 - 日本郵便株式会社発足。
- 2023年（令和5年）3月6日 - 同じ敷地の新局舎に移転[7]

## 取扱内容
- 郵便、印紙、ゆうパック、内容証明
- 貯金、為替、振替、振込、国債
- 生命保険、バイク自賠責保険
- ゆうちょ銀行ATM - 通常払込み（振替）対応

## 周辺
- 仙台市太白区役所 生出行政サービスセンター
- 仙台市立生出小学校
- 仙台市立生出中学校
- 名取川

## アクセス
- 仙台市営バス・宮城交通バス「生出市民センター前」停留所下車。
- 東北自動車道 仙台南ICから北西へ約2.5km。
- 国道286号沿い
- 駐車場：7台